# Prolongación Niños Héroes
Prolongación Niños Héroes är en ort i Mexiko.   Den ligger i kommunen Milpa Alta och delstaten Distrito Federal, i den sydöstra delen av landet, 26 km söder om huvudstaden Mexico City. Prolongación Niños Héroes ligger 2 642 meter över havet och antalet invånare är 264.
Terrängen runt Prolongación Niños Héroes är lite bergig, och sluttar norrut. Runt Prolongación Niños Héroes är det mycket tätbefolkat, med 2 431 invånare per kvadratkilometer. Närmaste större samhälle är Iztapalapa, 17,6 km norr om Prolongación Niños Héroes. I omgivningarna runt Prolongación Niños Héroes växer huvudsakligen savannskog.